# Ingrid Kühn
Ingrid Kühn (* 17. Mai 1943 in Aschersleben) ist eine deutsche Germanistin.

## Leben
Sie studierte an der Martin-Luther-Universität Halle (Abschluss Lehrerexamen in den Fächern Deutsch und Sport; Diplom-Germanistik). Sie erwarb 1977 die Promotion A zum Dr. phil. und 1985 die Promotion B (venia legendi für das Fachgebiet Deutsche Sprache der Gegenwart). Von 1985 bis 1989 war sie Gastdozentin an der Universität Warschau. 1992 wurde sie Universitätsprofessorin Deutsche Sprache der Gegenwart, Deutsch als Fremdsprache in Halle an der Saale.
Ihre Forschungsschwerpunkte sind deutsch-deutsche Sprachprobleme, Lexik und alltagssprachliche Textsorten, Namenforschung, Neologismenforschung und Sprachberatung.

## Schriften (Auswahl)
- Universitätsgelehrte in den Straßen von Halle. Halle an der Saale 1994, ISBN 3-910147-42-9.
- Lexikologie. Eine Einführung. Tübingen 1994, ISBN 3-484-25135-2.
- mit Marianne Lehker (Hrsg.): Deutsch in Europa. Muttersprache und Fremdsprache. Frankfurt am Main 2002, ISBN 3-631-39157-9.
- mit Marianne Lehker und Waltraud Timmermann (Hrsg.): Sprachtests in der Diskussion. Frankfurt am Main 2005, ISBN 3-631-54565-7.